# Buchenwälder auf dem Leuscheid
Buchenwälder auf dem Leuscheid este o arie protejată (arie specială de conservare — SAC, sit de importanță comunitară — SCI) din Germania întinsă pe o suprafață de 140,93 ha, integral pe uscat.

## Localizare
Centrul sitului Buchenwälder auf dem Leuscheid este situat la coordonatele 50°44′21″N 7°30′41″E / 50.7392°N 7.5114°E.

## Înființare
Situl Buchenwälder auf dem Leuscheid a fost declarat sit de importanță comunitară în martie 2001 pentru a proteja un număr necunoscut de specii din flora spontană și fauna sălbatică aflate în arealul zonei. Situl a fost protejat și ca arie specială de conservare în septembrie 2004.

## Biodiversitate
Situată în ecoregiunea continentală, aria protejată conține 1 habitat natural: Păduri de fag Luzulo-Fagetum.
La baza desemnării sitului se află un număr nedeclarat de specii protejate.